# Abūz̄ar
Abūz̄ar (persiska: ابوذر, خسروی) är en ort i Iran.   Den ligger i provinsen Lorestan, i den västra delen av landet, 400 km sydväst om huvudstaden Teheran. Abūz̄ar ligger 1 016 meter över havet och antalet invånare är 112.
Terrängen runt Abūz̄ar är kuperad åt sydväst, men åt nordost är den platt. Abūz̄ar ligger nere i en dal.Runt Abūz̄ar är det ganska tätbefolkat, med 72 invånare per kvadratkilometer. Närmaste större samhälle är Vasīān, 1,00 km nordost om Abūz̄ar. Omgivningarna runt Abūz̄ar är i huvudsak ett öppet busklandskap.